# Enciclopedia dantesca
L'Enciclopedia dantesca è un'opera tematica pubblicata negli anni dal 1970 al 1978 dall'Istituto dell'Enciclopedia Italiana Treccani, nata con lo scopo di analizzare e approfondire la figura di Dante Alighieri, la sua fortuna letteraria, il rapporto della sua opera con lo sviluppo successivo della lingua e della letteratura italiana. Fu concepita in occasione del settimo centenario dalla nascita del poeta fiorentino, celebrato nel 1965. L'opera è stata realizzata sotto la direzione dell'italianista Umberto Bosco, che ne fu anche l'ideatore.

## Struttura dell'opera
L'opera è strutturata in sei volumi per un totale di oltre 6 000 pagine. I volumi sono rilegati in tela, con dorso in pelle, e con titoli impressi in oro al dorso e al piatto. 
Ciascun volume è arricchito da numerose illustrazioni fuori testo. 
- Volume 1, A-Cil; [XXII] - 1006 pp., 1970.
- Volume 2, Cim-Fo; [VIII] - 993 pp. 1970;
- Volume 3, Fr-M; [VIII] - 1071 pp., 1971.
- Volume 4, N-Sam; [VIII] - 1098 pp., 1973.
- Volume 5, San-Z; [VIII] - 1174 pp., 1976.
- Volume 6, Appendice; 1015 pp., 1978.

## Contenuti

### Volumi dal primo al quinto
I primi cinque volumi raccolgono, in ordine alfabetico, una serie di lemmi legati alla figura e all'opera di Dante, alla sua vita, alla sua fortuna, e alla tradizione critica sulla sua opera. Tra le voci, sono comprese anche quelle sulle figure di critici letterari, filologi, editori, studiosi in genere, che hanno dato importanti contributi nel campo di interesse dell'opera (come, ad esempio, Pietro Fraticelli, Lanfranco Caretti, Salvatore Battaglia, Umberto Bosco, Carlo Dionisotti, Manfredi Porena, Guido Mazzoni, Rocco Montano, Étienne Gilson). Ogni voce del lemmario è compilata da uno specialista della materia.

### Appendice
Il sesto volume è costituito da un'appendice dedicata a una rassegna biografica, critica, testuale, e bibliografica. 
In essa sono presentati una serie di saggi sulla vita e sulla poetica di Dante, a partire da un'amplissima e minuziosa biografia curata da Giorgio Petrocchi a cui fa seguito un saggio del linguista Ignazio Baldelli sugli aspetti stilistici e linguistici delle opere in volgare, compresa la riflessione teorica che Dante stesso dedicò alla lingua volgare.
Vi è poi un'ampia sezione incentrata all'analisi delle strutture del volgare fiorentino utilizzato dall'Alighieri (fonetica, morfologia, sintassi della frase, sintassi del periodo, formazione delle parole). 
L'appendice ospita anche un'amplissima nota bibliografica divisa in due parti: la prima sezione, curata da Eugenio Ragni, è dedicata alle edizioni del corpus delle opere di Dante. La seconda parte, redatta da Enzo Esposito, raccoglie, invece, le opere su Dante. 
L'ultima parte dell'appendice riproduce l'opera omnia dell'Alighieri, sia in volgare, sia in latino.

## Altre edizioni

### Edizione a fascicoli
Una 2ª edizione riveduta è uscita nel 1984. Nel 2005-2006 ne è stata pubblicata un'edizione in fascicoli distribuita attraverso il circuito delle edicole di giornali. I fascicoli erano raccolti in sedici volumi, più snelli rispetto ai sei tomi originali. 
Per quanto riguarda i contenuti, la nuova edizione rispecchia interamente quelli dell'edizione originale, con la sola eccezione delle parti, molto specialistiche, delle strutture del volgare dantesco. Inoltre, l'edizione si avvaleva di un aggiornamento della bibliografia, resosi necessario per dar conto degli studi e delle dizioni avvenute nel tempo trascorso dagli anni settanta del Novecento.

### Edizione in rete
Al pari di molte altre opere dell'Istituto dell'Enciclopedia Italiana, anche l'Enciclopedia dantesca è divenuta liberamente disponibile in rete. Tutte le voci del lemmario (con esclusione dell'apparato iconografico fuori testo) sono consultabili sul sito www.treccani.it, accessibili, ad esempio, attraverso il motore di ricerca interno.